# Витекинд II фон Шваленберг
Витекинд II фон Шваленберг (на немски: Wittekind II von Schwalenberg; † ок. 1189) е граф от Графство Шваленберг, от 1184 г. граф на Пирмонт в днешна Долна Саксония.

## Биография
Той е вторият син на граф Видекинд I фон Шваленберг († 1136/1137) и съпругата му Лутруд от Итер († 1149), дъщеря на Фолкмар от Итер, правнучка на херцог Херман Билунг и на Хилдегард, дъщеря на император Ото I.
С брат си Фолквин II фон Шваленберг († 1177/78) той участва в множество битки. Витекинд участва в множеството походи в Италия на император Фридрих I Барбароса. От своя замък Дезенберг (днес част от Варбург) той напада манастир Корвей. През май 1157 г. Хайнрих Лъв, по поръчка на императора, го дава на съд в Корвей. През 1168 г. Хайнрих Лъв обсажда замъка му.
Около 1184 г. Витекинд поделя собственостите на рода с племенника си Витекинд III фон Валдек и Шваленберг. Той основава линията на графовете на Пирмонт, която става незначима и свършва едва през 1494 г.

## Деца
Витекинд е баща на:
- Витекинд IV († 1203)
- Готшалк I (fl 1187/1247), първият граф на Пирмонт (ок. 1171 – 1245), женен за Кунигунда фон Лимер/фон Холте
- Фридрих граф на Пирмонт, fl 1189/1231